# جخيرة (جازان)
قرية جُخَيْرة، إحدى قرى منطقة جازان وهي قرية سكنية تابعة لبلدية محافظة صبيا جنوب غرب المملكة العربية السعودية، تبعد 13 كم باتجاه الشرق من مدينة صبيا في طريق أسفلتي.

## الموقع
تقع جخيرة في السهل الممتد بين جبال السروات شرقاً والشواطئ الشرقية للبحر الأحمر غرباً، بجوار مدينة صبيا في الجزء الجنوبي الغربي من المملكة العربية السعودية، وتبعد حوالي أربعين كيلومترا بالاتجاه الشمالي الشرقي من مدينة جازان، عند خط طول 42 درجة وخط العرض 17 درجة.

## انظر ايضاً
- صبيا
- الحسيني
- جر جبريل
- جر مسعود

## وصلات خارجية
- بيانات المجلس البلدي من الأمانة العامة لشؤون المجالس البلدية
- حصر الخدمات بالمدن والقرى بمنطقة جازان
- دليل الخدمات بمنطقة جازان
- مصلحة الإحصاءات العامة والمعلومات.